# I Belong to You (canción de Whitney Houston)
«I Belong To You» (en español: «Te Pertenezco») es el quinto sencillo publicado del tercer álbum de Whitney Houston en 1991, I'm Your Baby Tonight. El tema fue escrito por Derek Bramble y Franne Golde. 
En Estados Unidos se convirtió en un nuevo Top 10 en la lista Hot R&B/Hip-Hop Songs de Billboard y también entró en las listas del Reino Unido y los Países Bajos. La canción le valió a Houston una nominación a la Mejor Interpretación Vocal Femenina de R&B en la 35ª edición de los Premios Grammy en 1993.

## Video musical
El vídeo muestra imágenes pertenecientes a la grabación de su anterior videoclip, "My Name Is Not Susan", intercaladas con imágenes de la Gira mundial I'm Your Baby Tonight (1991) de Houston.

## Lista de canciones
1. «I Belong To You» (álbum versión)
2. «I Belong To You» (radio edit)
3. «I Belong To You» (Babyface remix)
4. «I Belong To You» (L.A. Reid remix)
5. «One Moment In Time»

## Posicionamiento en listas
| Lista (1991–1992)                       | Máxima posición |
| --------------------------------------- | --------------- |
| Estados Unidos (Hot R&B/Hip-Hop Songs)  | 10              |
| Países Bajos (Mega Single Top 100)      | 79              |
| Reino Unido (Official Charts Company)   | 54              |
| Reino Unido UK Dance Chart (Music Week) | 57              |